# Grand Prix automobile de Turin 1946
Le Grand Prix automobile de Turin 1946 (III Gran Premio del Valentino) est un Grand Prix qui s'est tenu sur le circuit urbain du parc du Valentino à Turin le 1er septembre 1946.

## Classement de la course
| Pos. | no | Pilote              | Écurie                      | Châssis                 | Tours | Temps/Abandon                   | Grille |
| ---- | -- | ------------------- | --------------------------- | ----------------------- | ----- | ------------------------------- | ------ |
| 1    | 46 | Achille Varzi       | Alfa Corse                  | Alfa Romeo 158          | 60    | 2 h 35 min 45 s 8 (103,99 km/h) |        |
| 2    | 52 | Jean-Pierre Wimille | Alfa Corse                  | Alfa Romeo 158          | 60    | + 0 s 5                         |        |
| 3    | 22 | Raymond Sommer      | Scuderia Milano             | Maserati 4CL            | 58    | + 2 tours                       |        |
| 4    | 10 | Eugène Chaboud      | SFACS Écurie France         | Delahaye type 135       | 55    | + 5 tours                       |        |
| 5    | 26 | Enrico Platé        | Scuderia Milano             | Maserati 4CL            | 55    | + 5 tours                       |        |
| 6    | 54 | Carlo Felice Trossi | Alfa Corse                  | Alfa Romeo 158          | 51    | + 9 tours                       |        |
| 7    | 56 | Louis Chiron        | Écurie Autosport            | Alfa Romeo 158-Maserati | 50    | + 10 tours                      |        |
| 8    | 18 | Leslie Brooke       | Privé                       | ERA B-Type              | 50    | + 10 tours                      |        |
| 9    | 4  | Dioscoride Lanza    | Écurie Naphtra Course       | Maserati 4CM            | 38    | + 22 tours                      |        |
| Abd. | 32 | Christian Kautz     | Écurie Autosport            | Maserati 4CL            | 37    |                                 |        |
| Abd. | 50 | Peter Whitehead     | Privé                       | ERA E-Type              | 31    | Boîte de vitesses               |        |
| Abd. | 36 | Henri Louveau       | Scuderia Milano             | Maserati 4CL            | 29    | Compresseur                     |        |
| Abd. | 58 | Franco Cortese      | Scuderia Milano             | Maserati 4CL            | 24    | Magnéto                         |        |
| Abd. | 28 | Arialdo Ruggeri     | Scuderia Milano             | Maserati 4CL            | 16    | Compresseur                     |        |
| Abd. | 48 | Tazio Nuvolari      | Scuderia Milano             | Maserati 4CL            | 12    | Perte d'une roue                |        |
| Abd. | 16 | Giorgio Pelassa     | Privé                       | Maserati 4CL            | 9     | Perte d'une roue                |        |
| Abd. | 24 | Consalvo Sanesi     | Alfa Corse                  | Alfa Romeo 158          | 7     | Magnéto                         |        |
| Abd. | 64 | Emilio Romano       | Privé                       | Maserati 4CM            | 6     |                                 |        |
| Abd. | 42 | Reg Parnell         | Privé                       | ERA A-Type              | 2     | Boîte de vitesses               |        |
| Abd. | 8  | Giuseppe Farina     | Alfa Corse                  | Alfa Romeo 158          | 0     | Transmission                    | 1      |
| Nq.  | 2  | « Raph »            | Écurie Naphtra Course       | Maserati 4CL            |       |                                 |        |
| Nq.  | 6  | Harry Schell        | Écurie Lucy O'Reilly Schell | Maserati 6CM            |       | Non qualifié                    |        |
| Nq.  | 26 | Piero Taruffi       | Cisitalia Spa               | Cisitalia D46-Fiat      |       | Non qualifié                    |        |
| Nq.  | 34 | Piero Dusio         | Cisitalia Spa               | Cisitalia D46-Fiat      |       | Non qualifié                    |        |
| Nq.  | 12 | Georges Grignard    | SFACS Écurie France         | Delahaye type 135       |       | Non qualifié                    |        |
| Nq.  | 38 | « Mazzonis »        | Privé                       | MF-Fiat                 |       | Non qualifié                    |        |
| Nq.  | 62 | Luigi Platé         | Privé                       | Talbot-Lago 700         |       | Non qualifié                    |        |

- Légende: Abd.=Abandon - Np.=Non partant.

## Pole position et record du tour
- Pole position :  Giuseppe Farina (Alfa Romeo).
- Meilleur tour en course :  Jean-Pierre Wimille (Alfa Romeo) en 2 min 22 s 1 (118,41 km/h).